# Estatua ecuestre de Jaime I
La estatua ecuestre de Jaime I o monumento a Jaime I es un ejemplo de arte público en la ciudad de Valencia, España. La estatua ecuestre de bronce, que remata el monumento, representa al rey de Aragón y conde de Barcelona Jaime I, conquistador de Valencia en 1238 y fundador del Reino de Valencia.

## Historia y descripción
El proyecto del monumento fue impulsado en 1875 por un grupo de personas vinculadas con el diario Las Provincias, con motivo del próximo 600 aniversario de la muerte de Jaime I en 1276, y luego asumido por el Ayuntamiento de Valencia, estableciendo una junta gestora para el proyecto.

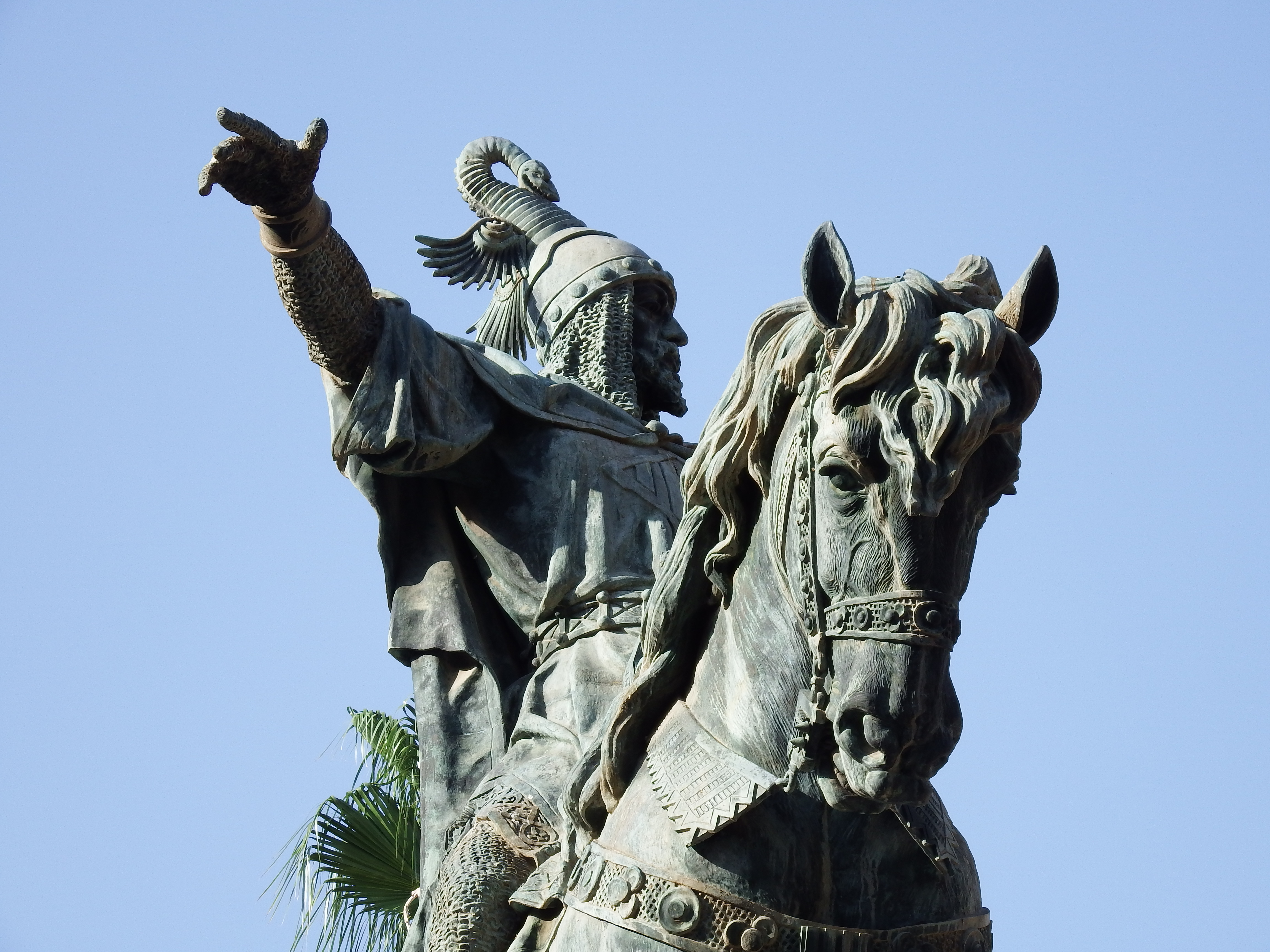
La cimera de la corona con el dragón alado es un anacronismo porque esta cimera del Rey de Aragón fue implantada por el monarca Pedro el Ceremonioso mucho después de la muerte de Jaime I.

Encargada al arquitecto municipal Constantino Marzo, las obras del pedestal de 7,5 m de altura se realizaron en 1878. En octubre de 1882 el diseño de la estatua ecuestre fue adjudicado a los hermanos barceloneses Vallmitjana, Venancio y Agapito, aunque el primero renunció, quedando solo Agapito Vallmitjana. El modelo de madera de la estatua fue entregado en 1886, y trasladado de Barcelona a Valencia en piezas. El bronce empleado para la estatua, de 5,20 m de altura, se obtuvo de cañones en desuso procedentes del Castillo de Peñíscola cedidos por el Ministerio de la Guerra. El monumento fue inaugurado el 20 de julio de 1891. 
Las dos inscripciones laterales en castellano sobre el pedestal decían: "Entró vencedor en Valencia, liberándola del yugo musulmán, el día de San Dionisio, IX octubre de MCCXXXVIII" y "Al rey don Jaime el conquistador, fundador del reino valenciano, Valencia agradecida. año MDCCCXCI".